# Белое движение

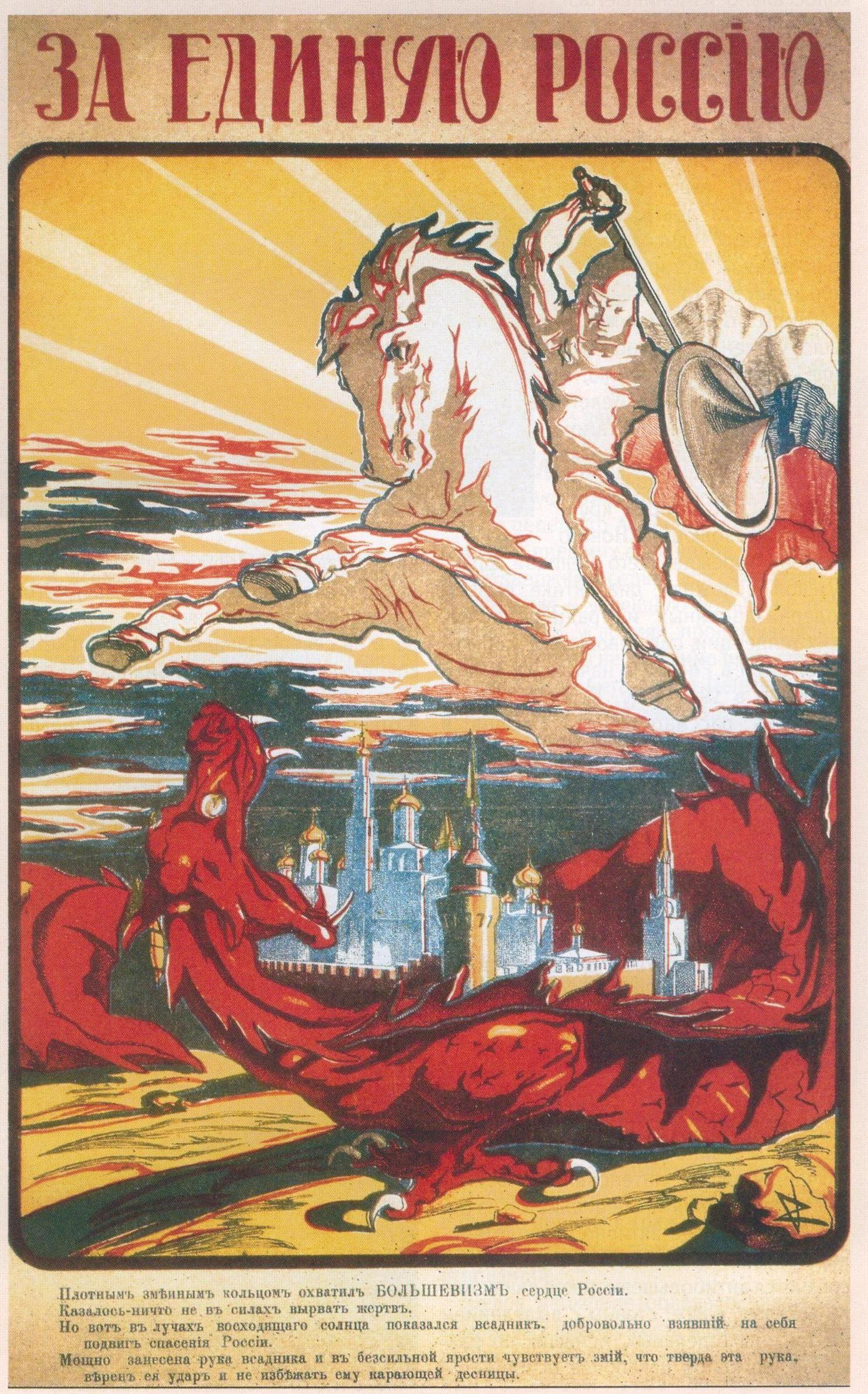
«За единую Россию». Плакат, 1919

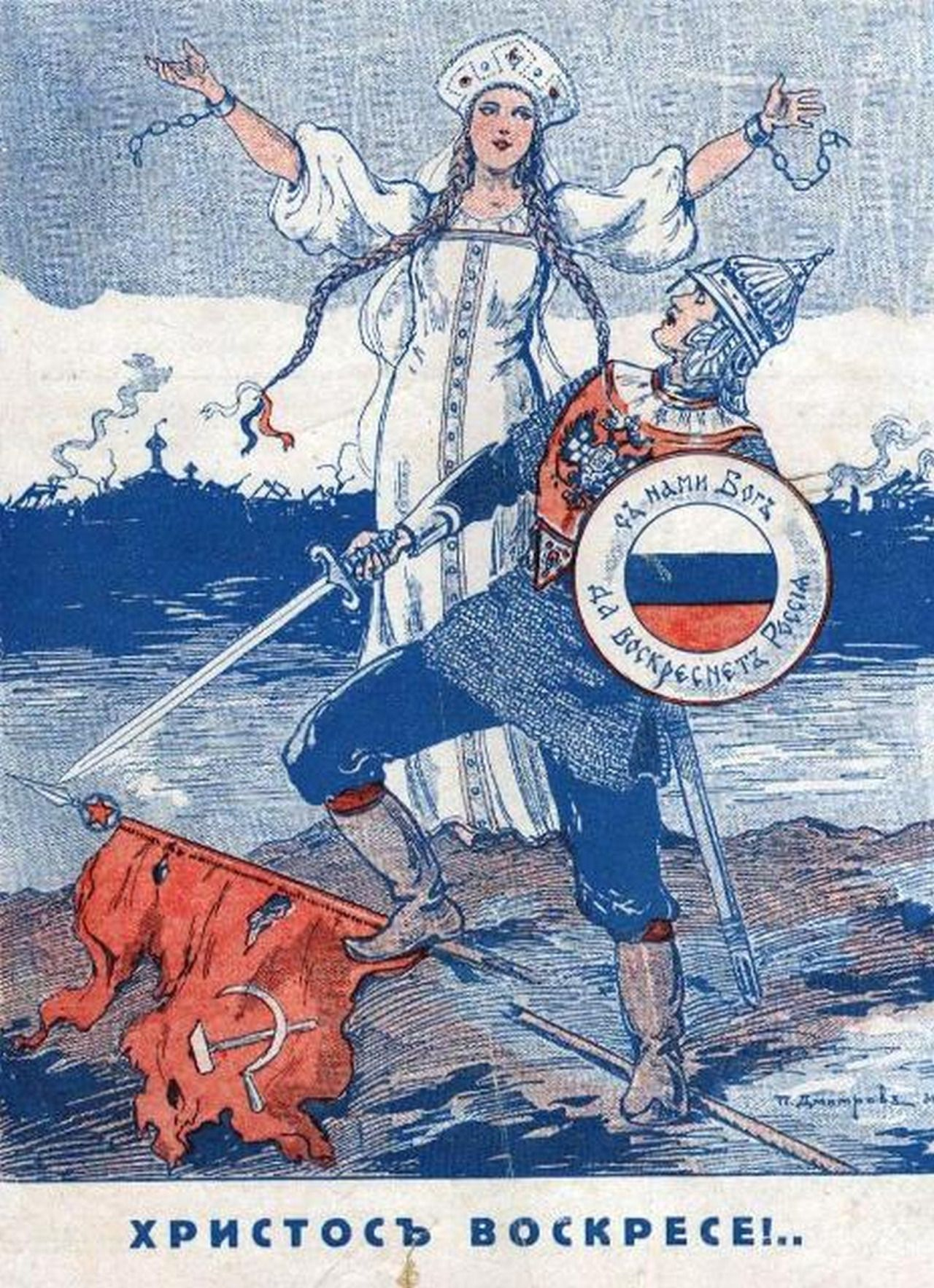
Обложка журнала «Часовой» 1932 года

Сводно-офицерский полк Добровольческой армии, февраль 1918

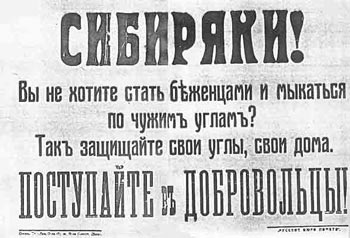
Воззвание. Осень 1919

Бе́лое движе́ние (рус. дореф. Бѣлое движеніе; также «Бе́лое де́ло», «Бе́лая иде́я», «Бе́лая гва́рдия», пренебрежительно «белогварде́йщина») — военно-политическое движение, сформированное в ходе Революции 1917 года и Гражданской войны в России с целью свержения большевиков и советской власти, «спасения разрушающейся государственности» и установления «Великой, Единой и Неделимой России» и «Законности и Порядка»; крупнейшее антисоветское движение в России во время Гражданской войны. Руководителями движения и основной его силой выступали офицеры армии Российской империи консервативных и правых взглядов. Движение существовало наряду с силами, против которых оно также часто действовало в соответствии со своими идеологическими установками: национальными движениями за независимость, анархо-коммунистами («махновцы») и «зелёными» крестьянами-повстанцами; также наряду с иностранными интервентами, поддерживающими Белое движение, и басмачеством в Средней Азии. Его также отделяют от «демократической контрреволюции» социалистов, выступивших против большевиков и образовывавших в союзе с другими партиями антибольшевистские правительства, выступавшие за демократию. Термин «Белое движение» зародился в Советской России, а с 1920-х годов стал употребляться и в белой эмиграции. Вооружённые формирования Белого движения называют «Белой армией».
Внутренне движение не было полностью единым: у него не было чётко сформулированной доктрины, среди его участников и сторонников были представители разных политических течений, прежде всего монархисты, крайне правые русские националисты и кадеты, также республиканцы и умеренные социалисты, но при расхождениях и даже взаимной враждебности белые армии имели общность в консервативной идеологической направленности и своём социальном составе: при различных политических оттенках движение отстаивало ценности столыпинской России и стремилось восстановить порядок, в основных чертах соответствующий дореволюционному, хотя его участники допускали такие реформы и изменения, как упразднение монархии; при этом идеалом и объектом поклонения была мифическая «Святая Русь», которой требовалось достичь путём очищения России и самопожертвования, что выражало религиозное мировоззрение белых офицеров. Консерватизм движения выражался и в антиинтеллектуализме и неприязни к «политике», происходившим из армейских традиций: служба и защита царя были «вопросом веры», а армия мыслилась выше политической деятельности. По утверждению Питера Кенеза, Белое движение было частью международного феномена и было схожим с другими контрреволюционными движениями той эпохи, которым были свойственны национализм, клерикализм, расизм, неприязнь к демократии, индустриальному обществу и социальной революции.
Формально движение держалось принципа «непредрешенчества», выдвигавшего лозунг определения государственного устройства на «Национальном учредительном собрании», которое бы не было тем же, что и Всероссийское учредительное собрание, уже прошедшее в 1918 году, но не было чётко охарактеризовано. Одновременно этот принцип служил обоснованием враждебности движения к социальным реформам на подконтрольных ему территориях даже при попытках его лидеров провести такие реформы. На периоды войны и стабилизации после неё устанавливалась единоличная власть (военная диктатура), для сохранения которой проводилась политика «Белого террора».
Юрий Фельштинский пишет, что в движении доминировало желание восстановления в России демократического, парламентского политического устройства, частной собственности и рыночных отношений при внутренних расхождениях, но здесь Александр Шубин отмечает, что хотя официально белыми лидерами эти идеи не отвергались, в ходе гражданской войны как среди большевиков, так и среди их противников вообще, усиливались авторитарные тенденции, и в то время как сторонники демократии теряли влияние, её правые противники, к числу которых принадлежал и руководитель Белого движения и Верховный правитель России Александр Колчак, пришедший к власти путём военного переворота, консолидировались. Как резюмировал Павел Милюков, антибольшевистское движение стало «"белым", а из "белого" — реакционным».
Основой белого дискурса были русская нация и её государство. Современные российские историки и идеологи Белого движения говорят о его национально-патриотическом характере, причём со временем национал-патриотизм переходил в шовинизм, а национальные антибольшевистские движения на территории бывшей Российской империи белые рассматривали как «сепаратистов», отрицали право народов на самоопределение и стремились к целостности большей части территории Российской империи. Антисемитизм никогда не был официальной идеологией Белого движения, но, по утверждению Питера Кенеза, был её «суррогатом». Как пишет Олег Будницкий, «Белое движение прочно ассоциируется с погромами и антисемитизмом», хотя на самом деле ситуация была более сложной. Среди белых генералов было типично считать революцию результатом еврейского заговора, и эти идеи распространялись, хотя и не всегда, в пропаганде белых.
Идеологическое зарождение движения можно отсчитывать с момента подготовки корниловского выступления в августе 1917 года. Организационное оформление началось после Октябрьской революции и ликвидации Всероссийского учредительного собрания в январе 1918 года и завершилось после прихода к власти адмирала Колчака и признания его Верховным правителем России главными центрами Белого движения на Севере, Северо-Западе и Юге России.

## Зарождение и идентификация
Ряд признаков отличает Белое движение от остальных антибольшевистских сил Гражданской войны:
1. Белое движение было организованным военно-политическим движением против советской власти и союзных ей политических структур, его непримиримость по отношению к советской власти исключала какой-либо мирный, компромиссный исход Гражданской войны.
2. Белое движение отличала установка на приоритет в военное время единоличной власти над коллегиальной, а военной — над гражданской. Для белых правительств[33] было характерно отсутствие чёткого разделения властей, представительные органы или не играли никакой роли, или имели лишь совещательные функции.
3. Белое движение пыталось легализовать себя в масштабе всей страны, провозглашая свою преемственность от дофевральской и дооктябрьской России.
4. Признание всеми региональными белыми правительствами общероссийской власти адмирала Александра Колчака приводило к желанию достичь общности политических программ и координации военных действий. Решение аграрного, рабочего, национального и других основных вопросов было принципиально схожим.
5. Белое движение имело общую символику: трёхцветный бело-сине-красный флаг, герб, официальный гимн «Коль славен наш Господь в Сионе»[34].

Павел Милюков писал, что Белое движение не тождественно всему антибольшевистскому движению, которое с самого начала было разрозненным и включало в себя как правых сторонников диктатуры и сторонников Корниловского выступления и кадетов, так и социалистов-антибольшевиков, попытавшихся некоторе время действовать «единым фронтом» только после Октябрьской революции; как писал Милюков, «только часть» антибольшевистского движения «может быть названа "белой", и только часть "белого движения" - контрреволюционна и реставрационна. "Белый" реставрационный характер этого движения развивается постепенно; и только с течением времени, лишь в конце, тактика вооруженной борьбы с большевиками сосредоточилась исключительно в "белых армиях" с откровенно реакционными тенденциями», и таким образом антибольшевистское движение стало «"белым", а из "белого" - реакционным».
Некоторыми участниками событий высказывалось мнение, что Белое движение зародилось весной 1917 года. Генерал А. И. Деникин связывал зарождение Белого движения (противоправительственного или противосоветского) с деятельностью проходившего в начале мая 1917 года в Могилёве офицерского съезда, на котором генерал М. Алексеев сформулировал главный лозунг дня — «Спасать Отечество!» По мнению теоретика российской контрреволюции, генерала Генерального штаба Н. Н. Головина, положительная идея движения состояла в том, что оно зародилось исключительно для спасения разрушающейся государственности и армии. Некоторые участники дискуссий о дате возникновения Белого движения считали первым его шагом Корниловское выступление в августе 1917 года. Ключевые участники этого выступления (Корнилов, Деникин, Марков, Романовский, Лукомский и др.), впоследствии узники Быховской тюрьмы, стали ведущими деятелями Белого движения на Юге России. Существовало мнение о начале Белого движения со дня приезда на Дон 15 ноября 1917 генерала Алексеева.
Большинство исследователей сходилось в том, что Октябрь 1917 года прервал начавшееся после Февральской революции развитие контрреволюции в русле спасения разрушающейся государственности и инициировал её превращение в противобольшевистскую силу, включавшую самые разнообразные и даже враждебные друг другу политические группировки.
Белое движение говорило о своём «государственном предназначении», среди основных целей были «сильная власть» и «необходимое и обязательное восстановление законности и порядка во имя сохранения национального суверенитета и поддержания международного авторитета России». Идеология движения была сосредоточена вокруг идеи государственности, на основании чего сопоставлялись «исторические миссии» революции и контрреволюции: в качестве цели первой приписывалось уничтожение российской государственности через армию демократизированную, а вторая должна, напротив, была спасти посредством армии государственность, в связи с чем Деникин называл движение «естественным стремлением народного организма к самосохранению, к государственному бытию».
Кроме борьбы против красных, Белое движение противостояло также зелёным и сепаратистам в годы Гражданской войны в России 1917—1923 годов. К белогвардейцам не относят анархистов (Махно) и так называемых «зелёных», которые воевали и против «красных», и против «белых», и национал-сепаратистские вооружённые формирования, создававшиеся на территории бывшей Российской империи с целью завоевания самостоятельности тех или иных национальных территорий.
Костяк Белого движения составляло офицерство старой русской армии. При этом, подавляющее большинство младших офицеров, а также юнкеров вышло из крестьян. Крестьянское происхождение имели и самые первые лица Белого движения — генералы Алексеев, Корнилов, Деникин и другие.
Руководство

Генерал-лейтенант Пётр Писарев

В первый период борьбы — представители генералитета русской армии:
- Генерального штаба генерал от инфантерии Михаил Алексеев,
- Генерального штаба генерал от инфантерии Лавр Корнилов,
- адмирал, Верховный правитель России (с 1918 года) Александр Колчак,
- генерал от кавалерии Алексей Каледин,
- генерал от кавалерии Пётр Краснов,
- Генерального штаба генерал-лейтенант Антон Деникин,
- генерал от инфантерии Николай Юденич,
- Генерального штаба генерал-лейтенант барон Пётр Врангель — главнокомандующий Русской армии в Крыму,
- Генерального штаба генерал-лейтенант Сергей Марков,
- генерал-лейтенант Василий Болдырев,
- генерал-лейтенант Евгений Миллер,
- генерал-лейтенант Пётр Писарев,
- Генерального штаба генерал-лейтенант Иван Романовский и другие.

В последующие периоды на первый план выходят военачальники, заканчивавшие Первую мировую войну ещё офицерами и получившие генеральские чины уже в ходе Гражданской войны:
- Генерального штаба генерал-майор Михаил Дроздовский
- Генерального штаба генерал-лейтенант Владимир Каппель,
- генерал-лейтенант Александр Дутов,
- генерал-лейтенант Яков Слащёв-Крымский,
- генерал-лейтенант Андрей Бакич,
- генерал-лейтенант Андрей Шкуро,
- генерал-лейтенант Григорий Семёнов,
- генерал-лейтенант барон Роман Унгерн-Штернберг,
- генерал-майор Борис Анненков,
- генерал-майор князь Павел Бермондт-Авалов,
- генерал-майор Николай Скоблин,
- генерал-майор Константин Сахаров,
- генерал-майор Викторин Молчанов,

а также военачальники, по различным причинам не присоединившиеся к белым силам в момент начала их вооружённой борьбы:
- Михаил Дитерихс — командующий Земской ратью, генерал-лейтенант.

## Появление термина
Происхождение термина «белые» связано с уже традиционным использованием к началу XX века красного и белого цветов в политических целях. Во времена Великой французской революции монархисты (то есть противники революционных изменений) использовали королевский цвет французской династии — белый — для мирного выражения своих политических взглядов.
Сами российские белые первоначально себя так не называли, а в белой печати термины «белая гвардия» и «белогвардейцы» и изначально «Белое движение» и «белая армия» попали под запрет; термины «белые» и «белая гвардия» появлялись и распространялись постепенно в ходе Гражданской войны, хотя возможные источники он имеет в периоде революции 1905—1907 годов. В 1917—1918 годах, как и ранее, цветом реакции считался чёрный, связанный с черносотенцами, и хотя их движение не пережило краха монархии, в 1917 году революционеры и их сторонники, включая большевиков, использовали образ «чёрных» по отношению к своим врагам; с другой стороны, после с ноября 1918 года эсеры и меньшевики называли «чёрными» большевиков, считая их контрреволюционерами, а настоящими «красными» — себя. Однако черносотенцы называли свои вооружённые формирования «белой гвардией», и в связи с погромами в печати появилось слово «белогвардейцы», которое и к 1917 году, видимо, продолжало ассоциироваться с погромами черносотенцев.
Противники большевиков впервые использовали белый цвет во время октябрьских боёв в Москве: студенческие отряды, выступившие вместе с юнкерами стали называть себя «белой гвардией» в противовес красногвардейцам, хотя белый цвет, видимо, противопоставлялся ими как большевикам, так и монархистам. Далее со стороны большевиков были отдельные упоминания «Белой Гвардии и всех юнкеров»; в начале ноября штабс-капитан Н. Астафьев в Новочеркасске заявил: «Большевики прозвали своего противника "белой гвардией". Ввиду того, что белый цвет служит символом чистоты, мы, со своей стороны, можем сохранить это название за войсковыми офицерами и студенческими частями»; он же назвал «белогвардейцами» всех вооружённых противников большевиков, но в белой печати обозначение попало под табу.
Спустя два месяца на основе образа «белой гвардии» в Москве в печати стал возникать идеализированный романтический образ «молодого рыцарства»: «В этих юношах и мальчиках рождается, более того – уже родилась обновлённая, новая Россия. В их святом порыве, в их святой крови очищается вся мерзость, вся накипь преступлений, лежащих на русском народе». Таким образом, термин не используется, но возникает идея о жертвенном меньшинстве, «рыцарственно» служащем России уже не как «народу», а как некой идеальной сущности. В Москве в своих стихах «Лебединый стан» этот образ «белой гвардии» создала Марина Цветаева, но стихотворения были опубликованы уже в эмиграции. В дальнейшем понятия «Белое движение» и «белая армия» станут разрешены в белогвардейской печати, в то время «белая гвардия» оставалась под запретом.
В первые месяцы после Октябрьской революции белый цвет не стал признанным символом русской контрреволюции. В Советской России и среди большевиков термин «белая гвардия» стал наиболее часто использоваться в связи с Гражданской войной в Финляндии: в 1905—1907 годы «белой гвардией» эпизодическим называли финские либеральные формирования, противостоявшие финским «красногвардейцам»; с началом Гражданской войны в Финляндии такое противопоставление перестало быть эпизодическим. Кроме того, финские «белые» пользовались поддержкой Германской империи, и выражения «белая гвардия» и «белогвардейцы» начинают применяться к антиреволюционным вооруженным формированиям в Эстонии, Латвии и Германии и к германским частям, наступающим на Петроград, таким образом становясь «синонимом буржуазной контрреволюции, прежде всего зарубежной», связанной с понятием «Белый террор», обозначением контрреволюционного террора; по отношению к контрреволюции в России «белая гвардия» использовалась как лишь одна из множества групп наряду с «помещиками», «капиталистами», «юнкерами» и т. д..

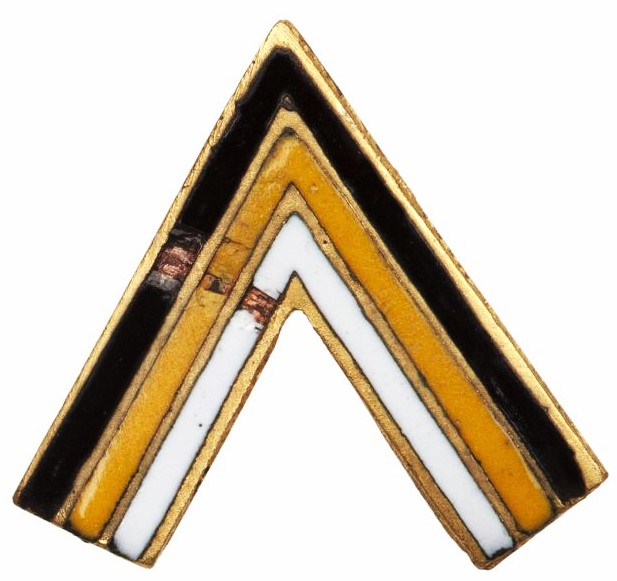
Шеврон Астраханской армии — прогерманского монархического формирования белых, воевавшего под чёрно-жёлто-белым флагом династии Романовых. Эти же цвета использовала прогерманская Западная добровольческая армия; основным символом белых был бело-сине-красный флаг, использовавшийся как при монархии, так и после её свержения

Историк Д. Фельдман считал, что большевики использовали термин «белые» в рамках «информационной войны», проведя аналогию с Французской революцией, где белый цвет использовался монархистами а красный — радикальными революционерами: «Всех своих противников советские идеологи объявили сторонниками уничтоженного режима — самодержавия. Объявили их “белыми”. Этот ярлык сам по себе был политическим аргументом. Каждый монархист — “белый” по определению. Соответственно, если “белый”, значит, монархист. Для любого мало-мальски образованного человека». По мнению Фельдмана, таким образом была создана эффективная уловка: в глазах многих современников «белые» стали ассоциироваться с монархистами, и, например, он считает, что Цветаева в своих стихах воспевала белых как «Вандею» не потому, что сочувствовала монархистам, а лишь потому, что большевики её и других «убедили» в том, что их враги — монархисты; хотя «они воевали против советского государства, а не за монархию», Фельдман считает, что «белые» не смогли убедить россиян и даже западных интеллектуалов, что они «в большинстве своем — вовсе не монархисты» из-за цензуры на подконтрольной большевикам территории, а кроме того, из-за отсутствия «информационной монополии» и внятной и единой позитивной программы.
Различных повстанцев, воевавших с большевиками, как в самой Советской России, так и совершавших нападения на приграничные районы страны, большевики именовали «белобандитами», хотя к Белому движению они, в основной своей массе, отношения никакого не имели. При именовании иностранных вооружённых подразделений, оказывавших поддержку белогвардейским войскам или действовавших самостоятельно против советских войск, в большевистской печати и в обиходе также использовался корень «бело-»: «белочехи», «белофинны», «белополяки», «белоэстонцы». Аналогично применялось и наименование «белоказаки». Примечательно и то, что зачастую в советской публицистике «белыми» называли любых представителей контрреволюции вообще, вне зависимости от их партийной и идеологической принадлежности (исключение — «зелёные»).

## Цели и идеология

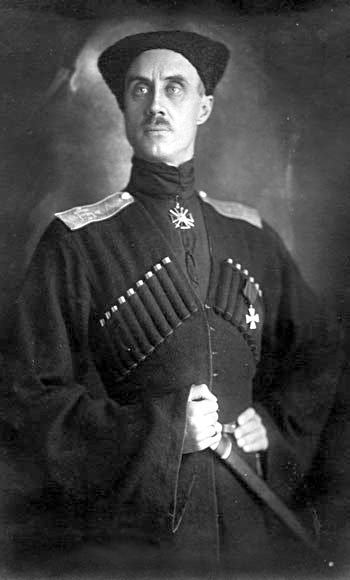
Генерал-лейтенант Пётр Врангель

По словам руководителя обороны Крыма от большевиков зимой 1920 года генерала Я. А. Слащёва-Крымского, Белое движение представляло собой смешение кадетствующих и октябриствующих верхов и меньшевистско-эсерствующих низов.

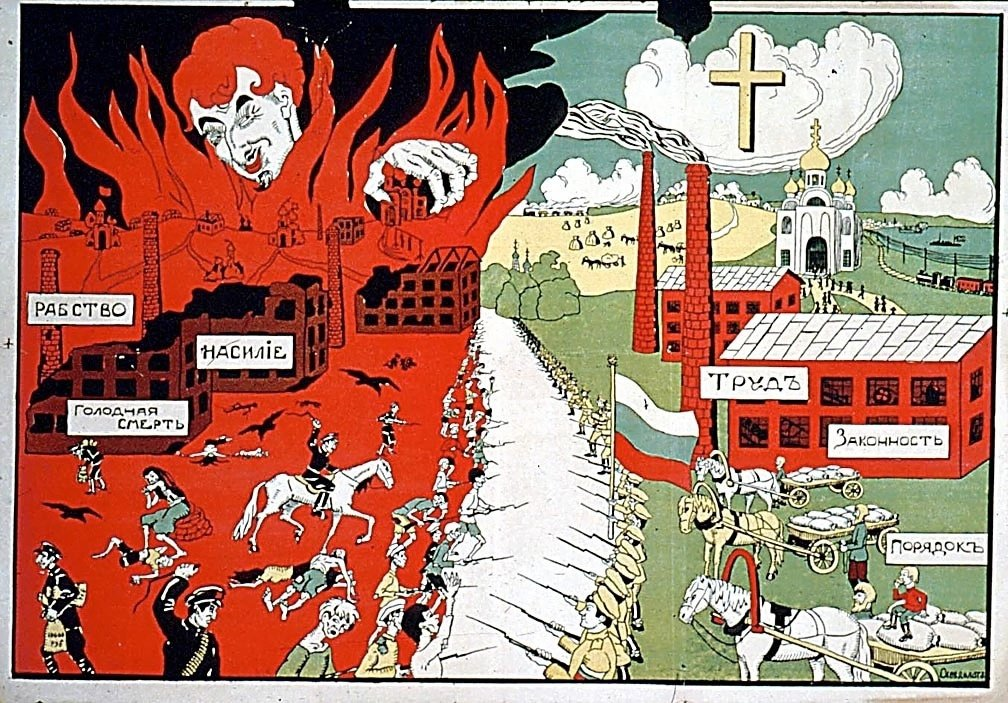
Плакат Добровольческой армии, на котором большевикам противостоит православная Россия белых; лица большевиков имеют ярко выраженные еврейские черты

Несмотря на такое определение, далеко не все историки с ним согласны. Многие считают неправомерным включение в состав Белого движения так называемой «демократической контрреволюции» (КОМУЧ, Сибирская республика, Временное областное правительство Урала, Уфимская директория). Некоторые эсеры и меньшевики могли поддерживать белых на почве враждебности большевистскому режиму, но лишь как тактические союзники. П. Н. Милюков выделял Белое движение как более частное явление в антибольшевистских силах в целом. Антисоветские социалисты выступали против «единой и неделимой России», основного лозунга белых, и самого понятия «белая идея», из-за чего, например, в Сибири возникали трения, однако так как костяк Сибирской армии составляли белые, правые социалисты с ними сотрудничали. Также отмечается и различие в декларируемой приверженности Учредительному собранию: в то время как правые социалисты выступали за Учредительное собрание в его изначальном виде, оно виделось подобием Земского собора Белому движению. «Демократическая контрреволюция» также пыталась действовать как «третья сила» и выступать и против белых.

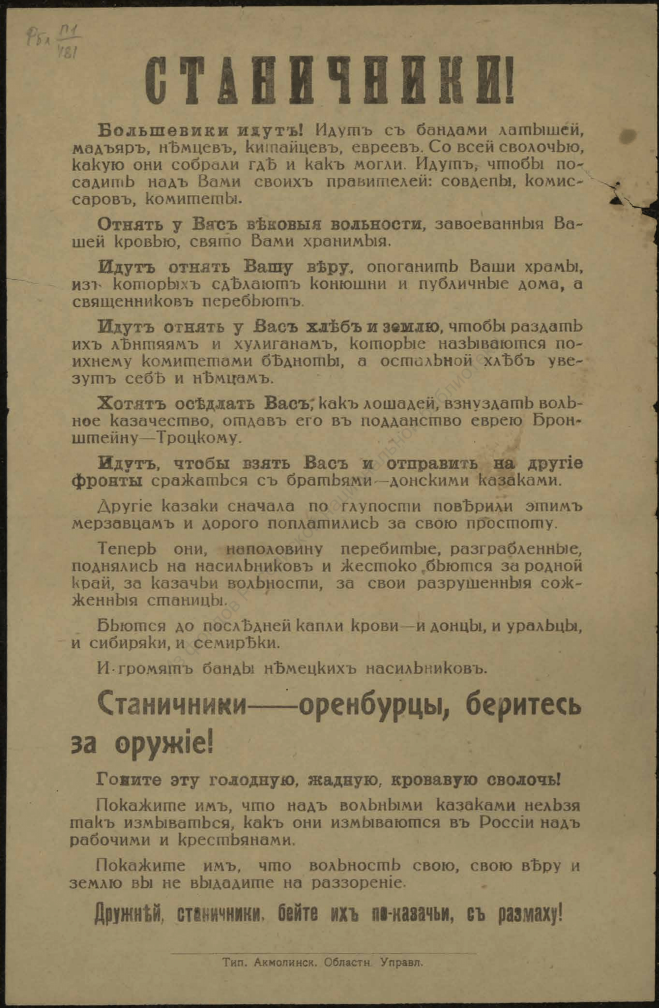
«Большевики идут! Идут с бандами латышей, мадьяр, немцев, китайцев, евреев» (Омск, 1919) — листовка для белых оренбургских казаков. Поскольку Белое движение опиралось прежде всего на русский национализм, белая пропаганда создавала образ большевиков как «инородцев»; такая пропаганда не всегда была направлена против евреев

Как отмечал Деникин: «Добровольческая армия желает опираться на все государственно мыслящие круги населения. Она не может стать оружием какой-либо одной политической партии или организации». Русский философ и мыслитель П. Б. Струве тоже писал в «Размышлениях о русской революции», что контрреволюция должна объединиться с другими политическими силами, возникшими в результате и в ходе революции, но антагонистическими по отношению к ней. Мыслитель видел в этом принципиальное отличие русской контрреволюции начала XX века от противореволюционного движения во времена Людовика XVI.
Значительная часть русской эмиграции 20—30-х годов XX века во главе с политическим теоретиком И. А. Ильиным, Главнокомандующим Русской армией генерал-лейтенантом бароном П. Н. Врангелем и князем П. Д. Долгоруковым ставили знак равенства между понятиями «Белая идея» и «государственная идея». В своих работах Ильин писал о колоссальной духовной силе противобольшевистского движения, которая проявлялась «не в бытовом пристрастии к родине, а в любви к России как подлинно религиозной святыне».
Кроме того, Ильин характеризовал Белое движение как «рыцарственное движение» во всём его мировом объёме, включая итальянский фашизм. Фашизм Ильин видел одним из проявлений Белого движения и одним из его «методов», и из-за этого говорил, что Белое движение «глубже» и «шире» фашизма, и об «опасности» появления «небелого фашизма», чему должен был противиться русский фашизм.

Современный учёный и исследователь В. Д. Зимина подчёркивает в своём научном труде:
Для него Белая идея — это идея религиозности и одновременно борьбы «за дело Божье на земле». Без этой идеи «честного патриота» и «русского национального всеединства», по убеждению русского философа, «белая» борьба была бы обычной Гражданской войной.
Лидер кадетов П. Н. Милюков называл Белое движение «ядром с высоким патриотическим закалом», а Главнокомандующий Вооружённых сил на Юге России Генерального штаба генерал-лейтенант А. И. Деникин — «естественным стремлением народного организма к самосохранению, к государственному бытию». Деникин очень часто подчёркивал, что белые вожди и солдаты погибали «не за торжество того или иного режима… а за спасение России», а А. А. фон Лампе — генерал его армии — считал, что выступление белых было лишь стадией «большого патриотического движения» — Белого движения, которое якобы должно было продолжиться в эмиграции. Во Вторую мировую войну Лампе считал Гитлера «естественным союзником» продолжения борьбы.
Юрий Фельштинский пишет, что в идеологии Белого движения существовали расхождения, однако превалировало стремление восстановления в России демократического, парламентского политического устройства, частной собственности и рыночных отношений: провозглашалось — после ликвидации большевиков, окончания гражданской войны и наступления «стабильности» в стране — определение будущего политического устройства и формы правления России через созыв Национального учредительного собрания (принцип непредрешения). При этом Александр Шубин здесь отмечает, что по мере обострения гражданской войны в обоих враждующих лагерях усиливались авторитарные тенденции, и в Белом движении стали преобладать правые настроения, враждебные демократии, что было обусловлено милитаризацией жизни и ростом влияния офицерства; изначально относительно демократическая альтернатива большевикам, выраженная Директорией и Комучем, теряла влияние и в войне становилась неэффективной, и в антибольшевистском лагере консолидировались правые сторонники авторитаризма. Как пишет Шубин, «если до ноября 1918 г. на востоке» (но не на юге, где основной антибольшевистской силой была белая Добровольческая армия) «России шла война между двумя вариантами революции, один из которых отстаивал демократический путь, то затем эта альтернатива исчезла». Отрицание революции или разочарование в ней побуждало прекратить её «как можно скорее и твёрже», и хотя в Белом движении сохранялись «ритуальные» осуждение реакции и лояльность либеральным идеям, целью становилось восстановление порядка, в основных чертах соответствующего дореволюционному, пусть, возможно, без монархии, хотя для белых офицеров и это не было очевидно. Диктатура провозглашалась как «временная» мера, но периодом войны она не должна была ограничиться, поскольку после победы над большевиками предполагался период «успокоения» и создания «предпосылок» для демократии. На самом деле, однако, Верховный правитель России Александр Колчак и поддержавшие его белые лидеры отнюдь не были сторонниками демократии. Так, Шубин приводит следующую цитату:

Что такое демократия? Это развращённая народная масса, желающая власти. Власть не может принадлежать массам в силу закона глупости числа: каждый практический политический деятель, если он не шарлатан, знает, что решение двух людей всегда хуже одного… наконец, уже 20—30 человек не могут вынести никаких разумных решений, кроме глупостей.
Эта записанная Колчаком фраза не принадлежит ему самому: он описывал встречу с полковником Хизахиде в Шанхае, который якобы и произнёс эту фразу. Комментируя её, Колчак, в Шанхае ставший поклоняться «культу холодной стали», писал, что ему нечего было возразить «японскому фанатику», «тяжёлой справедливости его слов»:

Война проиграна, но еще есть время выиграть новую, и будем верить, что в новой войне Россия возродится. Революционная демократия захлебнется в собственной грязи или её утопят в её же крови. Другой будущности у неё нет. Нет возрождения нации помимо войны, и оно мыслимо только через войну. Будем ждать новой войны как единственного светлого будущего.
После установления диктатуры Колчака в ноябре 1918 года стал открыто провозглашаться отказ от необходимости созыва Учредительного собрания как лишённого национальной идеи, однако из-за давления интервентов в мае 1919 года Колчак был вынужден пообещать созвать Учредительное собрание и признать независимость Финляндии; вопрос о признании остальных образовавшихся государств откладывался.

Манифест о целях Добрармии от 9 января 1918:
Новая армия будет защищать гражданские свободы, чтобы позволить хозяевам русской земли — русским людям — выражать через выбранное Учредительное собрание свою верховную волю. Все сословия, партии и другие группы населения должны подчиняться этой воле. Армия и все те, кто создал её, должны безоговорочно подчиняться этой воле. Армия и все те, кто создал её, должны безоговорочно подчиняться законной власти, назначенной Учредительным собранием.
На время Гражданской войны белые правительства ставили перед собой задачу свержения советской власти и установления на удерживаемых территориях режима военной диктатуры. При этом вновь вводилось в силу законодательство, действовавшее в Российской империи до революции, скорректированное с учётом приемлемых для Белого движения законодательных норм Временного правительства и законов новых «государственных образований» на территории бывшей империи после Октября 1917 года. Политическая программа Белого движения в области внешней политики провозглашала необходимость соблюдения всех обязательств по договорам с союзными государствами. Казачеству было обещано сохранение самостоятельности при формировании собственных органов власти и вооружённых формирований. При сохранении территориальной целостности страны для Украины, Кавказа и Закавказья рассматривалась возможность «областной автономии».
Белое движение в общем тяготело к кадетским общественно-политическим ценностям и именно взаимодействие кадетов с офицерской средой определило как стратегические, так и тактические установки Белого движения. Монархисты и черносотенцы, по утверждению В. Д. Зиминой, составляли лишь небольшую часть Белого движения и правом решающего голоса не пользовались. Кадеты были активны в деятельности Директории, в ходе чего взяли дореволюционную программу «октябристов», исключив из неё монархию, и выступали за установление режима единоличной диктатуры, однако так как не было фигуры на роль сильного национального лидера, они выступали за организацию Директории как «коллективного диктатора». Когда появилось возможность сделать диктатором Александра Колчака, они его поддержали, и кадет В. Н. Пепеляев стал главой правительства при Колчаке. Наряду с кадетами политической основой стали монархисты, но ведущей силой движения две партии так и не стали, и Белое движения держалось лозунгов «внепартийности» и «непредрешенчества»; с ноября 1918 года правые и монархические круги в Белом движении получили наибольшее влияние.
С. В. Волков пишет, что «в целом дух белых армий был умеренно-монархическим», при этом Белое движение не выдвигало монархических лозунгов. А. И. Деникин отмечал, что громадное большинство командного состава и офицерства его армии были монархистами, при этом мало интересовались политикой. Историк Слободин предостерегает рассматривать Белое движение в качестве партийного монархического течения, так как никакая монархическая партия не возглавляла Белое движение.

Белые использовали лозунг «Законность и порядок!» и рассчитывали дискредитировать этим власть своих противников, одновременно укрепляя восприятие себя народом как спасителей Отечества. Усиление беспорядков и накала политической борьбы делало аргументы белых вождей более убедительными и приводило к автоматическому восприятию белых как союзников той частью населения, что психологически не принимала беспорядки. Однако вскоре этот лозунг о законности и правопорядке проявился в отношении населения к белым с совершенно неожиданной для них стороны и, к удивлению многих, сыграл на руку большевикам, став одной из причин их итоговой победы в войне:
Когда уходили красные — население с удовлетворением подсчитывало, что у него осталось… Когда уходили белые — население со злобой высчитывало, что у него взяли… Красные грозили, и грозили весьма недвусмысленно, взять всё и брали часть — население было обмануто и… удовлетворено. Белые обещали законность, брали немногое — и население было озлоблено… Белые несли законность, и поэтому им ставилось всякое лыко в строку.
Так как только Белое движение ставило в центр своей программы и агитации лозунг «Законность и порядок!», а на практике управление белых не могло остановить грабежи и практиковало репрессии и произвольное насилие, нарушение основного провозглашённого принципа, делавшего Белое движение привлекательным, вызывало недовольство, а в совокупности с социальным консерватизмом и элитаризмом и стремлением вернуть старым социальным элитам отобранную у них собственность, из-за чего крестьяне боялись потерять землю, Белое движение лишалось преимуществ по сравнению с большевиками.
Участник Белого движения и автор публикаций о нём А. А. фон Лампе утверждал, что лозунги большевистских лидеров, вроде «Бей буржуев, грабь награбленное», и говоривших населению, что каждый может взять всё, что угодно, были бесконечно более притягательны для пережившего катастрофическое падение нравов в результате 4-летней войны народа, нежели лозунги белых, говоривших, что каждому причитается лишь то, что положено «по закону».
Большой проблемой для Деникина и Колчака был сепаратизм казачества, особенно кубанского. Хотя казаки были самыми организованными и злейшими врагами большевиков, они стремились прежде всего к освобождению от большевиков своих казачьих территорий, с трудом подчинялись центральной власти и неохотно воевали за пределами своих земель.

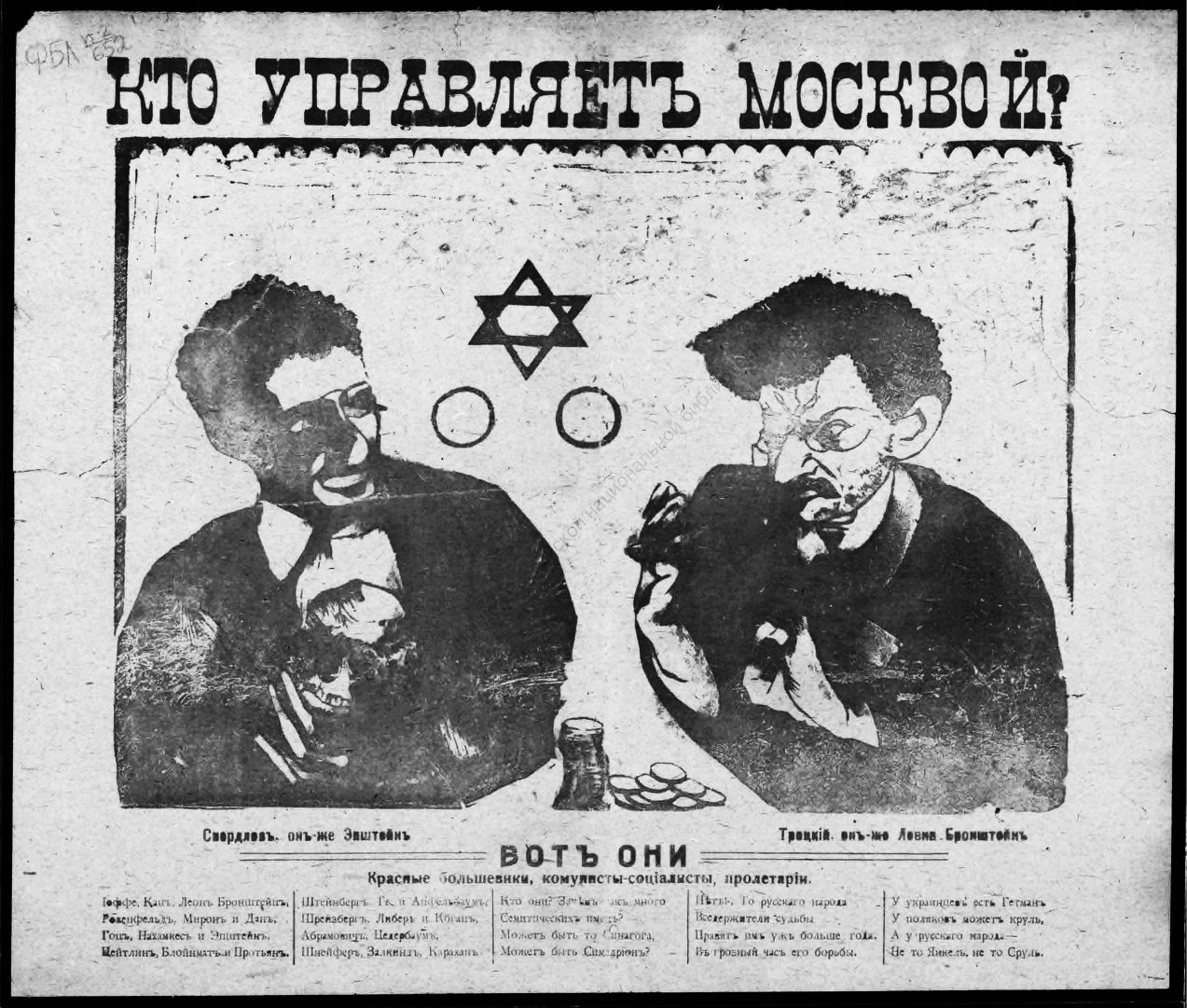
Антисемитский белогвардейский плакат «Кто управляет Москвой? Вот они — красные большевики, коммунисты-социалисты, пролетарии» (1919), пропагандирующий идею революционного еврейского заговора

Антисемитизм никогда не был официальной идеологией, в белых армиях даже служило определённое количество евреев, изначально белых поддерживали предприниматели-евреи, так как те декларировали либеральные лозунги и при этом могли бы защитить их большевиков. Однако так как Белое движение было движением консервативных офицеров, антисемитизм пришёл в него из армии Российской империи, а кроме того, лидеры Белого движения не смогли сформулировать внятной и доступной массам программы, а национализм побуждал в пропаганде говорить о «нерусскости» большевизма и множестве «инородцев» в рядах большевиков. Таким образом, получивший в Первую мировую войну мощную подпитку антисемитизм, и ранее успешно использовавшийся крайне правыми для мобилизации масс, стал средством белогвардейской пропаганды и широко использовался ОСВАГом — официальной пропагандистской службой; по утверждению Питера Кенеза, антисемитизм по итогу стал «суррогатом» идеологии Белого движения. Хотя «либерал» Деникин не был антисемитом, борьбу с антисемитизмом в своих рядах он вести был не готов. С 1919 года командование Добровольческой армии, по всей видимости, решило не брать евреев в свои ряды. Так как антисемитизм вызывал отторжение на Западе, что влияло на военную помощь со стороны интервентов, Врангель предпринял бороться с антисемитизмом и не допускал погромы, в отличие от своего предшественника, однако было поздно. По итогу антисемитская пропаганда в сочетании с устраиваемыми деникинцами еврейскими погромами и дискриминацией евреев в рядах белых армий вплоть до отказа брать их на службу создали ассоциацию между Белым движением и антисемитизмом.
Белые вожди декларировали будущее устройство России как демократического государства в его западноевропейских традициях, адаптированное к реалиям российского политического процесса. Российская демократия должна была базироваться на народовластии, ликвидации сословного и классового неравенства, равенстве всех перед законом, зависимости политического положения отдельных национальностей от их культуры и их исторических традиций. Так, Колчак утверждал, что «новая свободная Россия будет создана на единении правительственной власти с народом».
Колчак указывал на устранение большевиками автономии местного самоуправления и первой задачей в своей политике ставил установление всеобщего избирательного права и свободную работу земских и городских учреждений, что в совокупности считал началом возрождения России. Он говорил, что соберёт Учредительное собрание только тогда, когда вся Россия будет очищена от большевиков и в ней наступит правопорядок. Александр Васильевич утверждал, что он разгонит собрание, избранное Керенским, в случае, если оно соберётся самочинно, в то время как новое собрание будет ориентироваться только на «государственно здоровые элементы».

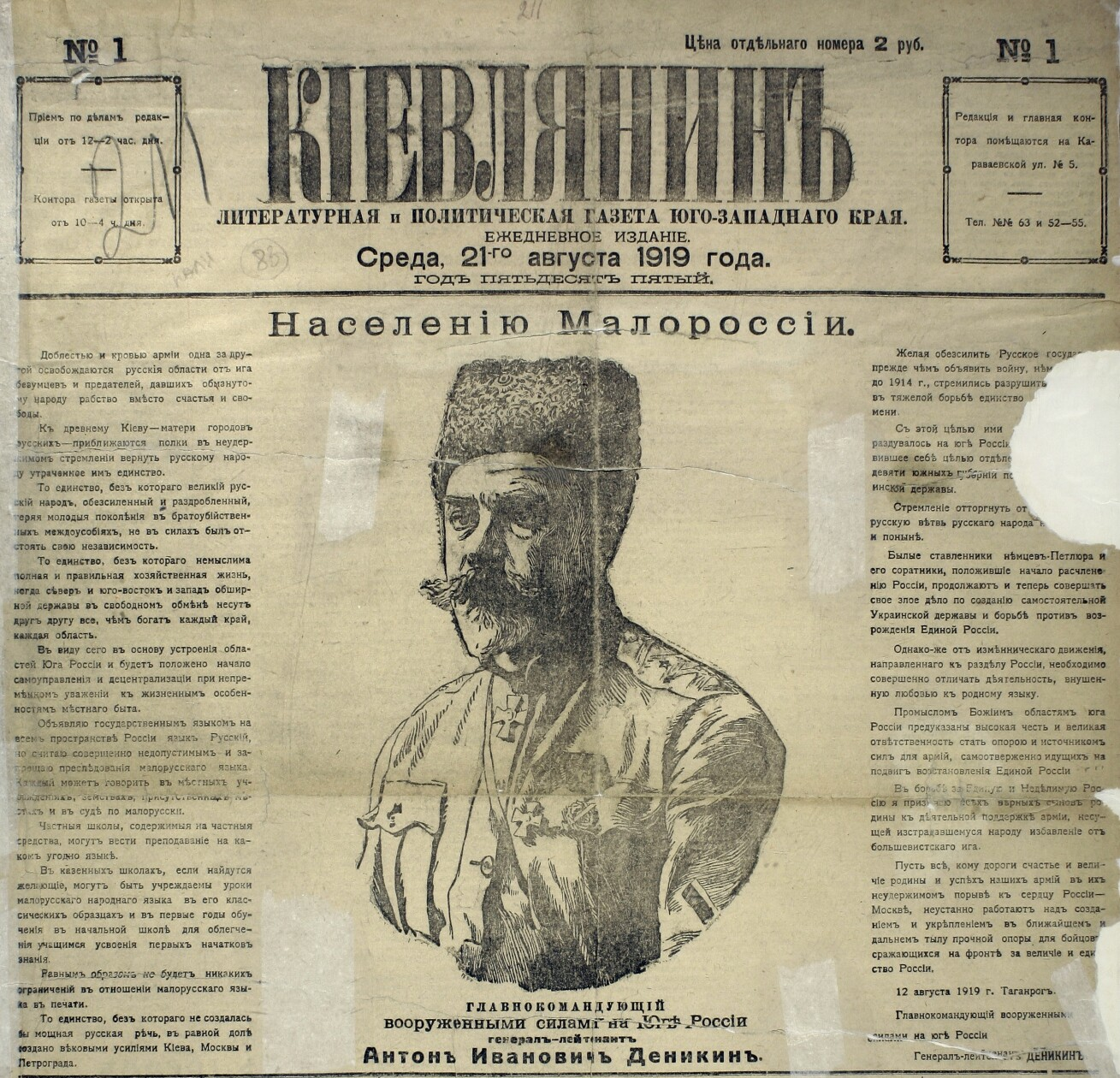
Публикация «Населению Малороссии» Деникина в газете Шульгина «Киевлянин» (№1), восстановленной с захватом Киева белыми, где Деникин говорит об «украинстве» как «изменническом движении». Публикация сопровождалась комментарием самого Шульгина: «Да, этот край русский. Мы не отдадим его, — ни украинским предателям, покрывшим его позором, ни еврейским палачам, залившим его кровью».

Одним из основных лозунгов Белого движения был «Россия единая, великая и неделимая». Этот лозунг значил территориальную целостность (бывшей) Российской империи и отрицание права народов на самоопределение, а соответственно, подавление национальных движений и отрицание возможности политической автономии различных регионов. На этом основании Деникин не стал соблюдать политическое соглашение о предоставлении автономии Кубани. Для Деникина «сохранение русской государственности являлось символом веры... Символом ортодоксальным, не допускавшим ни сомнений, ни колебаний, ни компромиссов», и идея Гетмана Украинской державы Скоропадского о создании федерации России и Малороссии (то есть Украины) также для Деникина была недопустимой. Принцип «единой и неделимой России» был чётко выражен в обращении Деникина «К населению Малороссии», выражавшем программу Белого движения на территории Украины. В частности, Деникин отрицал существование отдельного украинского народа и характеризовал «украинство» как «изменническое движение».
Идеи «непредрешенчества» и создания сильного «великого» централизованного государства, которое было не только целью, но и мыслилось средством решения любых социально-политических проблем, в том числе и национальных, закрывали возможности для развития автономий и федеративных отношений, что вместе с общей недемократичностью правления лишало самостоятельности нерусские национальности. Хотя культурно-национальная автономия не отвергалась, на практике этот принцип реализовывался мало. Хотя различные элементы автономии вроде аймацких земств в Бурятии и туземных отрядов армии существовали, их развитие ограничивалось, а управляющий Забайкальской областью писал министру внутренних дел по поводу автономий 13 сентября 1919 года, что недопустимо «образование государственных учреждений с каким-либо национальным, кроме русского, характером». В ответ на приветствие еврейской делегации Колчак заявил, что он «против национальной фракции», что он «объясня<ет> шероховатости, наблюдающиеся в национальных отношениях, нервным состоянием страны, особенно в прифронтовой полосе», и что с «общим успокоением страны исчезнет и острота национального вопроса».
Политика «непредрешенчества» и стремление к созыву Учредительного собрания не были, всё же, общепризнанной тактикой. Белая оппозиция в лице крайних правых — в первую очередь верхов офицерства — требовала монархических знамён, осенённых призывом «За Веру, Царя и Отечество!». Эта часть Белого движения смотрела на борьбу против большевиков, опозоривших Россию Брест-Литовским миром, как на продолжение Великой войны. Такие взгляды высказывали, в частности М. В. Родзянко и В. М. Пуришкевич. «Первая шашка Империи» генерал от кавалерии граф Ф. А. Келлер, с 15 ноября 1918 года осуществлявший общее командование всеми белыми войсками на Украине, критиковал Деникина за «неопределённость» его политической программы и объяснял ему этим свой отказ присоединиться к его Добровольческой армии: «Народ ждёт Царя и пойдёт за тем, кто обещает вернуть его!»

### Белое движение и Национальное учредительное собрание
Ещё в сентябре 1917 года во время нахождения будущих вождей Белого движения в заключении в Быхове в «быховской программе», которая являлась плодом коллективного труда «узников» и основные тезисы которой перешли в «проект конституции генерала Корнилова» — самую первую политическую декларацию Белого движения, которая была подготовлена в декабре 1917 — январе 1918 Л. Г. Корниловым говорилось: «Разрешение основных государственно-национальных и социальных вопросов откладывается до Учредительного Собрания…» В «конституции…» эта мысль была детализирована: «Правительство, созданное по программе генерала Корнилова, ответственно в своих действиях только перед Учредительным Собранием, коему она и передаст всю полноту государственно-законодательной власти. Учредительное Собрание, как единственный хозяин Земли Русской, должно выработать основные законы русской конституции и окончательно сконструировать государственный строй».
Так как главной задачей белого движения была борьба с большевизмом, то белые лидеры не вводили в повестку дня никаких иных задач государственного строительства пока эта основная задача не была бы разрешена. Такая непредрешенческая позиция была теоретически ущербна, но, по мнению историка С. Волкова, в условиях, когда отсутствовало единство по этому вопросу даже среди лидеров белого движения, не говоря о том, что в их рядах присутствовали сторонники самых разных форм будущего государственного устройства России, представлялась единственно возможной.

## Военные действия

Верховный главнокомандующий Русской армией — адмирал А. В. Колчак.

### Борьба на Северном Кавказе и Юге России
Ядром Белого движения на юге России стала Добровольческая армия, созданная в начале 1918 г. под руководством генералов Алексеева и Корнилова в Новочеркасске. Районами первоначальных действий Добровольческой армии были Область Войска Донского и Кубань. После гибели генерала Корнилова во время неудавшегося штурма Екатеринодара командование белыми силами перешло к генералу Деникину. В июне 1918 года 8-тысячная Добровольческая армия начинает свой второй поход в восставшую против большевиков Кубань. Разгромив кубанскую группировку красных в составе трёх армий (около 90 тысяч штыков и сабель), добровольцы и казаки 17 августа берут Екатеринодар, а к концу августа полностью очищают территорию Кубанского войска от большевиков (см. также Развёртывание войны на Юге).
Зимой 1918—1919 годов войска Деникина установили контроль над Северным Кавказом, разгромив и уничтожив действовавшую там 90-тысячную 11-ю армию красных. Отбив в марте—мае наступление Южного фронта красных (100 тысяч штыков и сабель) в Донбассе и Маныче, хотя Одесса и Крым были в апреле утеряны в ходе Одесской и Крымской эвакуаций, что бывало окончание интервенции Антанты, 17 мая 1919 года Вооружённые силы Юга России (70 тысяч штыков и сабель) перешли в контрнаступление. Они прорвали фронт и, нанеся тяжёлое поражение частям Красной армии, к концу июня овладели Донбассом, Крымом, 24 июня — Харьковом, 27 июня — Екатеринославом, 30 июня — Царицыном. 3 июля Деникин поставил своим войскам задачу овладеть Москвой.

Территории подконтрольные белым на Украине осенью 1919 года (обозначены зелёным)

В ходе наступления на Москву (подробнее см. Поход Деникина на Москву) летом и осенью 1919 1-й корпус ВСЮР под командованием ген. Кутепова взял Курск (20 сентября), Орёл (13 октября) и начал движение на Тулу. 6 октября части генерала Шкуро заняли Воронеж. Однако сил для развития успеха у белых не хватило. Поскольку основные губернии и промышленные города центральной России находились в руках красных, последние имели преимущество как в численности войск, так и в вооружении. К тому же польский лидер Пилсудский предаёт Деникина и, вопреки договорённости, в разгар наступления на Москву заключает с большевиками перемирие, временно прекратив военные действия и позволив красным перебросить с неугрожаемого более их фланга дополнительные дивизии в район Орла и увеличить и без того подавляющее количественное преимущество перед частями ВСЮР. Деникин позднее напишет, что предприми поляки в этот момент какие-нибудь минимальные военные усилия на своём фронте, советская власть бы пала, напрямую заявив, что Пилсудский спас советскую власть от гибели. Кроме того, Деникину пришлось в создавшейся сложнейшей ситуации снимать с фронта значительные силы и отправлять их в район Екатеринослава против Махно, прорвавшего в районе Умани фронт белых, и своим рейдом по Украине в октябре 1919 года разрушившего тылы ВСЮР. В результате этого наступление на Москву провалилось, и под натиском превосходящих сил Красной армии войска Деникина начали отступление на юг.
10 января 1920 года красные заняли Ростов-на-Дону — крупный центр, открывавший дорогу на Кубань, а 17 марта — Екатеринодар. Белые с боями отступили к Новороссийску и оттуда морем переправились в Крым. Деникин ушёл в отставку и покинул Россию (подробнее см. Битва за Кубань).
Таким образом, к началу 1920 года Крым оказался последним бастионом Белого движения на юге России. Командование армией принял генерал-лейтенант барон П. Н. Врангель. Численность армии Врангеля составляла в середине 1920 около 25 тыс. человек. Летом 1920 Русская армия генерала Врангеля предприняла успешное наступление в Северной Таврии. В июне был занят Мелитополь, разбиты значительные силы красных, в частности уничтожен конный корпус Жлобы. В августе была предпринята высадка десанта на Кубань под командованием генерала С. Г. Улагая, однако эта операция закончилась неудачей.
На северном фронте Русской армии всё лето 1920 года в Северной Таврии шли упорные бои. Несмотря на некоторые успехи белых (был занят Александровск), красные в ходе упорных боёв заняли стратегический плацдарм на левом берегу Днепра у Каховки, создав угрозу Перекопу. Несмотря на все усилия белых, ликвидировать плацдарм не удалось.
Положение Крыма облегчалось тем, что весной и летом 1920 года крупные силы красных были отвлечены на западе, в войне с Польшей. Однако в конце августа 1920 года Красная армия под Варшавой была разбита, а 12 октября поляки подписали перемирие с большевиками, и правительство Ленина бросило все свои силы на борьбу с белой армией. Кроме основных сил Красной армии, большевикам удалось привлечь на свою сторону армию Махно, которая также приняла участие в штурме Крыма.

Расположение войск к началу Перекопской операции (на 5 ноября 1920 года)

Для штурма Крыма красные стянули значительные силы (до 200 тыс. человек против 35 тысяч у белых). Наступление на Перекоп началось 7 ноября. Бои отличались необычайным упорством с обеих сторон и сопровождались беспрецедентными потерями.
Несмотря на гигантское превосходство в живой силе и вооружении, красные войска несколько дней не могли сломить оборону защитников Крыма, и только после того, как, форсировав вброд мелководный Чонгарский пролив, части Красной армии и союзные им отряды Махно зашли в тыл основных позиций белых (см. схему), а 11 ноября махновцами под Карповой Балкой был разбит конный корпус Барбовича, оборона белых была прорвана. Красная армия ворвалась в Крым. К 13 ноября (31 октября) армия Врангеля и множество гражданских беженцев на кораблях Черноморского флота отплыли в Константинополь. Общая численность покинувших Крым составила около 150 тыс. человек.

### Борьба на Урале
См. Уральская армия

### Борьба в Поволжье
- Народная армия — Генерального штаба генерал-лейтенант В. О. Каппель

### Борьба в Сибири и на Дальнем Востоке
- Восточный фронт — адмирал А. В. Колчак,
  - М. К. Дитерихс (20 июня — 4 ноября 1919);
  - К. В. Сахаров (4 ноября — 9 декабря 1919);
  - В. И. Оберюхтин, врид (9-11 декабря 1919);
  - В. О. Каппель (11 декабря 1919 — 25 января 1920);
  - С. Н. Войцеховский (25 января — 20 февраля 1920);
  - Сибирская армия
  - Западная армия
  - Уральская армия
  - Оренбургская отдельная армия

### Борьба в Средней Азии
- См. Туркестанская военная организация

### Борьба на Севере
- Северный фронт — генерал Миллер

### Борьба на Северо-Западе
Белое движение на северо-западе России началось достаточно поздно — осенью 1918 года, когда уже год шла борьба. Оно действовало в сложной международно-политической обстановке, территория Балтии была оккупирована германскими войсками в 1917—1918 годах, затем после поражения Германии в ноябре 1918 года началась эвакуация оккупированных территорий, на освобождавшиеся области мгновенно начали наступление красные. На этих территориях уже образовались новые независимые национальные республики. Они оказались беззащитными перед наступлением красных. Одновременно часть германских войск выступавших уже как добровольцы приняли участие в обороне Прибалтийского края от красных в обмен на получение в собственность участков земли. Среди бывших чинов русской армии оказавшихся после революции на территории новых государств осенью 1918 года зародилось патриотическое движение и они приняли участие в первоначальном этапе борьбы совместно с немцами и армиями балтийских республик — Отдельный корпус Северной армии, ставшая летом 1919 года — белой Северо-Западной армией.
С одной стороны, к осени 1919 года образовалась Западная Добровольческая армия (ЗДА), сформированная в частности, бывшими офицерами Украинской державы П. П. Скоропадского. Командующий ЗДА генерал-майор П. Р. Бермондт-Авалов придерживался прогерманской ориентации и взаимодействовал с немецким балтийским корпусом Р. фон дер Гольца. При поддержке Бермондта-Авалова и Гольца было сформировано Северо-Западное правительство во главе с генералом Бискупским. Обе белые армии северо-запада России комплектовались в том числе из части русских военнопленных, которые смогли прибыть на балтийский фронт из германского плена.
Вклад Западной Добровольческой армии в борьбу с красными ограничился эпизодическими стычками и фактически саботировался Аваловым. Генерал Н. Н. Юденич несколько раз отправил ему приказ явиться с частями ЗДА (около 50 тыс. штыков и сабель, авиация) на петроградский фронт, затем выехал лично, чтобы заставить того исполнить свой приказ. Тем не менее Авалов преступным образом уклонился от исполнения приказа, тем самым поставив СЗА в катастрофическое положение на подступах к Петрограду. Резервы, которые так были необходимы для взятия Петрограда, не пришли. В то время как Троцкий смог перебросить подкрепления к городу. Бермондт-Авалов потерпел поражение в боях с войсками независимой Латвии, а его армия была интернирована, бо́льшая часть его сторонников оказалась в Германии.
С другой стороны, генерал Н. Н. Юденич возглавил на территории Эстонии уже бившуюся с конца 1918 года Северо-Западную армию для борьбы с красными. Армия насчитывала от 5,5 до 17,5 тыс. солдат и офицеров.
11 августа 1919 года в Таллине под давлением англичан было создано Правительство Северо-Западной области (Председатель Совета министров, министр иностранных дел и финансов — С. Г. Лианозов, военный министр — Н. Н. Юденич, морской министр — В. К. Пилкин и др.). В этот же день Правительство Северо-Западной области также под нажимом англичан, обещавших за это признание вооружение и снаряжение для армии, признало государственную независимость Эстонии. Однако общероссийское правительство Колчака не утвердило это решение.
После признания независимости Эстонии Правительством Русской Северо-Западной области Великобритания оказала ему финансовую помощь, а также осуществила незначительные поставки вооружения и боеприпасов.
Белая армия дважды пыталась взять Петроград в 1919 году (весной в мае под командованием генерала А. Родзянко и осенью в октябре под командованием генерала Н. Н. Юденича), но всякий раз неудачно.
Весеннее наступление (5,5 тысяч штыков и сабель у белых против 20 тысяч у красных) Северного корпуса (с 1 июля Северо-Западная армия) на Петроград началось 13 мая 1919 года. Белые прорвали фронт под Нарвой и движением в обход Ямбурга принудили красных к отступлению. 15 мая они овладели Гдовом. 17 мая пал Ямбург, а 25 мая — 2-я Эстонская дивизия полковника Пускара — Псков. К началу июня белые вышли на подступы к Луге и Гатчине, угрожая Петрограду. Но красные перебросили резервы под Петроград, доведя численность своей группировки, действовавшей против Северо-Западной армии, до 40 тысяч штыков и сабель, и в середине июля перешли в контрнаступление. В ходе тяжелых боев они оттеснили малочисленные части Северо-Западной армии за реку Лугу, а 28 августа захватили Псков.
12 октября 1919 года Северо-Западная армия (20 тысяч штыков и сабель против 40 тысяч у красных) прорвала советский фронт у Ямбурга. Стремительно продвигаясь к 20 октября она взяла Царское Село и вышла к пригородам Петрограда. Белые овладели Пулковскими высотами и на крайнем левом фланге — белая 5-я Ливенская дивизия ворвалась в предместье Лигово, а разъезды разведчиков завязали бои у Ижорского завода. Но, не имея резервов и не получив поддержки от Финляндии и Эстонии, после десятидневных ожесточённых и неравных боёв под Петроградом с красными войсками (численность которых выросла до 60 тысяч человек) Северо-Западная армия овладеть городом не смогла. Финляндия и Эстония отказали в помощи, поскольку руководство этой белой армии так и не признало независимость этих стран. 1 ноября началось отступление Северо-Западной Белой армии.
Армия Юденича с упорными боями к середине ноября 1919 года отступила на территорию Эстонии. По условиям Тартуского мирного договора, заключённого между РСФСР и Эстонией, 15 тысяч солдат и офицеров Северо-Западной Армии Юденича были сначала разоружены, а затем 5 тысяч из них — схвачены эстонскими властями и отправлены в концлагеря. Огромное количество северо-западников погибло от страшной эпидемии тифа; им не оказывалась никакая помощь ни союзниками, ни эстонскими властями. Спасая своих солдат от эпидемии, умер среди них генерал К. А. Ежевский.
Несмотря на исход белых армий с родной земли как результат Гражданской войны, в исторической перспективе Белое движение отнюдь не потерпело поражения: оказавшись в изгнании, оно продолжило вести борьбу против большевиков в Советской России и за её пределами.

## Причины поражения белых
По мнению предпринявшего попытку научной оценки Белого движения историка генерала Н. Н. Головина, одна из причин неудачи Белого движения состояла в том, что в отличие от его первого этапа (весна 1917 — октябрь 1917) с его позитивной идеей, ради служения которой Белое движение и появилось — исключительно для целей спасения разрушающейся государственности и армии, после октябрьских событий 1917 года и разгона большевиками Учредительного собрания, которое было призвано мирно решить вопрос о государственном устройстве России после Февральской революции 1917 года, контрреволюция утратила позитивную идею, понимаемую как общий политический и/или социальный идеал. Теперь с подобной функцией уже могла выступать лишь идея негативного характера — борьба против разрушительных сил революции.
По мнению И. Л. Солоневича и некоторых других авторов, основные причины поражения Белого дела заключались в отсутствии у белых монархического лозунга. Солоневич также приводит информацию, что с таким объяснением причин неудачи белых и победы большевиков был согласен один из лидеров большевиков — организатор Красной армии Лев Троцкий. В подтверждение этому Солоневич приводил цитату, по его словам, принадлежавшую Троцкому:
«Если бы белогвардейцы догадались выбросить лозунг Кулацкого царя, — мы не удержались бы и двух недель».
В то же время, по мнению историка С. В. Волкова, тактика невыдвижения монархических лозунгов в условиях Гражданской войны была единственно верной. Он приводит подтверждающий это пример Южной и Астраханской белых армий, открыто выступавших с монархическим знаменем, и уже к осени 1918 года потерпевших полное поражение из-за неприятия монархических идей крестьянством.
По мнению В. Д. Зиминой, если рассматривать борьбу идей и лозунгов белых и красных во время Гражданской войны, то следует констатировать, что в идеологическом авангарде демагогии шли большевики, сделавшие первыми шаг в сторону потакания низменным и пораженческим установками на прекращение Первой мировой войны и развёртывание т. н. «мировой революции», заставляя белых защищаться с их главным лозунгом «Великой и Единой России», понимаемым как обязательность восстановления и соблюдения территориальной целостности России и довоенных границ 1914 года. При этом «целостность» воспринималась как тождество понятию «Великороссия». Отойти от общепризнанного курса на «Единую и неделимую Россию» пробовал в 1920 году барон Врангель, чей руководитель Управления внешних сношений П. Б. Струве заявлял, что «Россия должна будет соорганизоваться на федеративных началах путём свободного соглашения создавшихся на её территории государственных образований.»
Уже находясь в эмиграции, белые сожалели, что не смогли сформулировать более чётких политических лозунгов, учитывавших изменения российских реалий, — об этом свидетельствовал генерал А. С. Лукомский.
Согласно российским историкам Александру Ушакову и Владимиру Федюку, в неразрешимую проблему для белых превратился национальный вопрос: единственным методом его разрешения было бы признание права окраин бывшей империи на отделение, но именно этого белые, в отличие от большевиков, не готовы были признать даже на словах, так как одной из немногих скреп, связующих Белое движение, был лозунг «единой и неделимой России».
Белое движение имело все шансы победить в гражданской войне, предрешенного итога борьбы не было. Возможность победы была достаточно высока — к примеру, летом 1918 года или осенью 1919 года она заключалась прежде всего не в политических лозунгах — которые каждый понимал по-своему в неграмотной стране, а в первую очередь в военном успехе. Поддержка населения одной из сторон как фактор мобилизации сил имел значение, но также важным было и профессионально воспользоваться этим преимуществом. Например, Западная армия Колчака имела численный состав весной 1919 года около 300—400 тыс. штыков и сабель, но отсутствие большого количества мотивированных офицерских кадров среднего звена свело численное превосходство к нулю. Критическое отсутствие резервов у белых во время решающих боёв на курском и петроградском направлениях осенью 1919 года сыграло роковую роль. Большинство населения бывшей Российской империи не принимало никакого участия в гражданской войне, пассивно наблюдая за противостоянием.

## Белое движение в эмиграции
Белая эмиграция, которая с 1919 года приняла массовый характер, сформировалась в ходе нескольких этапов. Первый этап связан с эвакуацией Вооруженных Сил Юга России генерал-лейтенанта А. И. Деникина из Новороссийска в феврале 1920 года. Второй этап — с уходом Русской армии генерал-лейтенанта барона П. Н. Врангеля из Крыма в ноябре 1920 года, третий — с поражением войск адмирала А. В. Колчака и эвакуацией японской армии из Приморья в 1920—1921 годах.

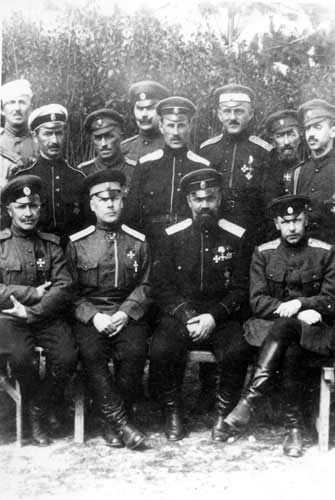
Белые эмигранты в Болгарии

После эвакуации Крыма остатки Русской армии были размещены в Турции, где генерал П. Н. Врангель, его штаб и старшие начальники получили возможность восстановить её как боевую силу. Ключевой задачей командования стало, во-первых, добиться от союзников по Антанте материальной помощи в необходимых размерах, во-вторых, парировать все их попытки разоружить и распустить армию и, в-третьих, дезорганизованные и деморализованные поражениями и эвакуацией части в кратчайший срок реорганизовать и привести в порядок, восстановив дисциплину и боевой дух.

Юридическое положение Русской армии и военных союзов было сложным: законодательство Франции, Польши и ряда других стран, на территории которых они располагались, не допускало существование каких-либо иностранных организаций, «имеющих вид устроенных по военному образцу соединений». Державы Антанты стремились превратить отступившую, но сохранившую свой боевой настрой и организованность русскую армию в сообщество эмигрантов. «Ещё сильнее, чем физические лишения, давила нас полная политическая бесправность. Никто не был гарантирован от произвола любого агента власти каждой из держав Антанты. Даже турки, которые сами находились под режимом произвола оккупационных властей, по отношению к нам руководствовались правом сильного» — писал Н. В. Савич, ответственный за финансы сотрудник Врангеля. Именно поэтому Врангель принимает решение о переводе своих войск в славянские страны.

Карикатура белых офицеров на самих себя в эмиграции. о. Лемнос, 1921

Весной 1921 года барон П. Н. Врангель обратился к болгарскому и югославскому правительствам с запросом о возможности расселения личного состава Русской армии в Югославию. Частям было обещано содержание за счёт казны, включавшее в себя паёк и небольшое жалование. 1 сентября 1924 года П. Н. Врангель издал приказ об образовании Русского Обще-Воинского Союза (РОВС). В него включались все части, а также военные общества и союзы, которые приняли приказ к исполнению. Внутренняя структура отдельных воинских подразделений сохранялась в неприкосновенности. Сам же РОВС выступал в роли объединяющей и руководящей организации. Его главой стал главнокомандующий, общее управление делами РОВС сосредотачивалось в штабе Врангеля. С этого момента можно говорить о превращении Русской армии в эмигрантскую воинскую организацию. Русский Обще-Воинский Союз стал законным преемником Белой армии. Об этом можно говорить, ссылаясь на мнение его создателей: «Образование РОВСа подготавливает возможность на случай необходимости, под давлением общей политической обстановки, принять Русской армии новую форму бытия в виде воинских союзов». Эта «форма бытия» позволяла выполнять главную задачу военного командования в эмиграции — сохранение имеющихся и воспитание новых кадров армии.
Неотъемлемой частью противостояния военно-политической эмиграции с режимом большевиков на территории России стала борьба спецслужб: разведывательно-диверсионных групп РОВС с органами ОГПУ — НКВД, происходившая в различных регионах планеты.

### Белая эмиграция в политическом спектре Русского зарубежья
Политические настроения и пристрастия начального периода белой эмиграции представляли собой достаточно широкий спектр течений, практически полностью воспроизводивший картину политической жизни дооктябрьской России. В первой половине 1921 года характерной чертой было усиление монархических тенденций, объяснявшихся, прежде всего, желанием рядовых беженцев сплотиться вокруг «вождя», который мог бы защитить их интересы в изгнании, а в будущем обеспечить возвращение на родину. Такие надежды связывались с личностью П. Н. Врангеля и Великого Князя Николая Николаевича, которому генерал Врангель переподчинил РОВС как верховному главнокомандующему.
Белая эмиграция жила надеждой на возвращение в Россию и освобождение её от тоталитарного режима коммунизма. Однако эмиграция не была едина: с самого начала существования Русского Зарубежья в нём наметилась ожесточённая борьба сторонников примирения с установившимся в подсоветской России режимом («сменовеховцы») и сторонниками непримиримой позиции по отношению к коммунистической власти и её наследию. Белая эмиграция во главе с РОВСом и Русской православной церковью за рубежом составила лагерь непримиримых противников «антинационального режима в России».
В тридцатых годах часть эмигрантской молодёжи, дети белых борцов, решила перейти в наступление на большевиков. Это была национальная молодёжь русской эмиграции, сперва назвавшаяся «Национальный Союз Русской Молодёжи», впоследствии переименовавшаяся в «Национально-Трудовой Союз Нового Поколения» (НТСНП). Цель была простая: противопоставить марксизму-ленинизму другую идею, основанную на солидарности и патриотизме. В то же время НТСНП никогда не ассоциировал себя с Белым движением, критиковал Белых, считая себя политической партией принципиально нового типа. Это в итоге привело к идейному и организационному разрыву НТСНП с РОВСом, продолжавшим оставаться на прежних позициях Белого движения и критически относившемуся к «нацмальчикам» (так в эмиграции стали называть членов НТСНП).
В 1931 году в Харбине на Дальнем Востоке, в Маньчжурии, где проживала большая русская колония, в среде части русской эмиграции образовалась также Российская фашистская партия. Партия была создана 26 мая 1931 года на 1-м съезде русских фашистов, проходившем в Харбине. Лидером Российской Фашистской партии являлся К. В. Родзаевский.
Во время японской оккупации Маньчжурии было создано Бюро русских эмигрантов во главе со Владимиром Кислицыным.

### Казачество
В Европу эмигрировали и казачьи части. Русские казаки появились на Балканах. Все станицы, точнее — лишь станичные атаманы и правления, — подчинялись «Объединенному совету Дона, Кубани и Терека» и «Казачьему союзу», которые возглавлялись Богаевским.
Одной из самых крупных была Белградская общеказачья станица имени Петра Краснова, основанная в декабре 1921 и насчитывавшая 200 человек. К концу 20-х годов численность её сократилась до 70—80 человек. Долгое время атаманом станицы состоял подъесаул Н. С. Сазанкин. Вскоре из станицы ушли терцы, образовав свою станицу — Терскую. Оставшиеся в станице казаки вступили в РОВС и она получила представительство в «Совете военных организаций» IV отдела, где новый атаман генерал Марков имел одинаковое с другими членами совета право голоса.
В Болгарии к концу 20-х годов насчитывалось не более 10 станиц. Одной из самых многочисленных была Калединская в Анхиало (атаман — полковник М. И. Караваев), образованная в 1921 в количестве 130 человек. Менее чем через десять лет в ней осталось только 20 человек, причем 30 уехало в Советскую Россию. Общественная жизнь казачьих станиц и хуторов в Болгарии состояла в помощи нуждающимся и инвалидам, а также в проведении военных и традиционных казачьих праздников.
Бургасская казачья станица, образованная в 1922 в количестве 200 человек к концу 1920-х годов насчитывала также не более 20 человек, причём половина из первоначального состава вернулась домой.

## Оценки
Полемика об оценках Белого движения началась сразу после окончания Гражданской войны. В частности П. Милюков, призывал белоэмигрантов к отрыву от старых тезисов и кадров белого движения, к новым миросозерцанию и тактике. Белое движение, согласно Милюкову, объединяло «оскорбленное и униженное офицерство», правые политические течения, политические партии, побежденные в революции, бюрократию, привилегированные слои, оказавшиеся в эмиграции, казачество. Оценка Милюковым белого движения с республиканско-демократических позиций вызвала большой резонанс в эмигрантской среде; в полемике о белом движении принимали участие многие известные эмигрантские общественные деятели. Так, Н. Львов не был согласен с мнением Милюкова о том, что в белом движении усиливались реакционные элементы; наоборот, считал он, оно не было достаточно реакционным и не порвало связей с революцией. П. Струве также считал безосновательным и недопустимым называть Корнилова, Алексеева, Колчака реставраторами и реакционерами. Историк С. В. Волков так определял Белое движение и его программу: «Идеология участников белой борьбы не представляла собой какой-то специфической партийной программы. Она была всего лишь выражением движения нормальных людей против ненормального: противоестественной утопии и преступных результатов попыток её реализации».
С другой стороны, генерал К. Сахаров в 1923 году утверждал:

Белое движение в самой сущности своей явилось первым проявлением фашизма. Той волны народных масс, которая всё выше вздымает свой вал и в которой человечество готово уже видеть единственное средство от общего паралича государственной власти… Белое движение было даже не предтечей фашизма, а чистым проявлением его.
Доктор исторических наук, профессор Г. Трукан в 1994 году писал:

Действительно, при всех различиях между большевистской и военной диктатурами было много сходства. И тот и другой режимы ставили во главу угла несбыточные утопические идеи. Одни — коммунистические, другие — имперские, предусматривающие сохранение единой, неделимой России. А это толкало неизбежно к реставрации старых порядков, безвозвратно ушедших после двух революций. И те, и другие внедряли свои утопические идеи с помощью насилия, ставшего главным и определяющим в деятельности большевиков и военных диктаторов. И здесь ещё один парадокс нашей истории: ожесточённое противоборство двух типов диктатур независимо от исхода усиливало и закрепляло тенденцию тоталитарного развития нашего общества в качестве наиболее вероятной альтернативы.

## Отношение в постсоветской России и реабилитация участников движения
Историк С. В. Волков обратил внимание на то, что хотя все установки и лозунги Белого движения (а именно: отрицание классовой борьбы и проповедование идей национального единства взамен, возрождение российской государственности, экономические свободы) оказались востребованы в постсоветской России, однако власть в России в последней декаде XX века и в начале XXI века отождествляла себя не с исторической (Белой) Россией, а с коммунистической, против которой белые боролись. Историк видит в этом основное противоречие в жизни постсоветского российского общества: «белые» идеи и устремления проводятся теми, кто имеет «красное» происхождение и убеждения и наиболее наглядно это проявляется в отношении к самому историческому Белому движению, которое до сих пор не признано властями России в качестве своих предшественников.
В 2006 году Владимиром Жириновским был внесён законопроект «О реабилитации участников Белого движения», который не был принят Госдумой в 1 чтении. Законопроект был внесён в связи с тем, что, как указывалось в пояснительной записке к законопроекту, на участников Белого движения закон «О реабилитации жертв политических репрессий» фактически не распространяется.
Историк и автор множества работ по истории белого движения Кирилл Александров высказался в 2008 году в интервью Радио «Свобода» по поводу реабилитации генерала Петра Краснова, которую инициировал депутат Госдумы от партии «Единая Россия» атаман Войска Донского Виктор Водолацкий. К. Александров обратил внимание на саму юридически и исторически неграмотную постановку вопроса о реабилитации в Российской Федерации, которая считает себя правопреемницей Советской России, деятелей, либо Белого движения, которое было сознательным и активным врагом советского государства всю историю его существования и никогда не отрицало своего негативного отношения к нему и своих действий, направленных на разрушения этого государства, либо вообще любого человека, который был репрессирован советской властью, независимо от того, боролся он против этой власти активно, с оружием в руках или был её невинной жертвой. Будь-то деятели Русского освободительного движения. Реабилитация таких деятелей таким государством юридически невозможна. Более того, по мнению историка, даже кощунственно ставить вопрос об этом. Реабилитация сознательных врагов советской власти станет возможна только тогда, когда в Российской Федерации будет дана юридическая оценка всем тем преступлениям, которые совершили большевики, начиная с 25 октября 1917 года, считает учёный.
В 2017 году планировалось создание Культурного центра «Белое наследие».

### Проект «Белые воины»
В рамках проекта «Белые воины» (создан в конце 1990-х годов, по инициативе предпринимателя Александра Алекаева; в 2004 году проект получил благословение Святейшего Патриарха Алексия II), издательством «Посев» и издательством «Достоинство» были выпущены книги, посвященные судьбам вождей Белого движения; среди них:
- «Марков и марковцы»;
- «Каппель и каппелевцы»;
- «Генерал Дитерихс»;
- «Дроздовский и дроздовцы»;
- «Граф Келлер»;
- «Верная гвардия»;
- «Генерал Кутепов»[88];
- «Генералы Великой войны» (В.И. Гурко, Н.Н. Духонин, А.М. Каледин и П.К. Ренненкампф)[84];
- «Генерал Ренненкампф»[89].

Одиннадцатая книга серии была посвящена Б. В. Геруа. (Портреты к книгам, как и к юбилейному календарю 2009 года, выполнили трое художников: В. Мирошниченко, Д. Трофимов, Р. Былинская; портреты к юбилейному календарю 2014 года написал Дмитрий Трофимов).
Выступая на презентации проекта в ГАРФ в 2007 году, научный редактор серии Василий Цветков заявил, что первостепенной задачей при выпуске их книг является знакомство читателя с неизвестными ранее историческими документами из архивных фондов. Александр Алекаев, руководитель проекта, отметил, что «работа, проделанная всеми энтузиастами изучения истории Русской армии и Белого движения, восстановления о них исторической правды, постепенно начинает приносить результаты. Пусть медленно, и не всегда как хотелось бы, но общественное мнение, тем не менее, меняется в лучшую сторону».
Другим направлением проекта является увековечивание памяти героев Белого движения. А. Алекаев стал инициатором открытия в городе Сальске памятника одному из полководцев Белой армии, генералу Маркову. В 2002 году было принято решение о необходимости создания статуи. Уже в следующем году, несмотря на возражения части сальской общественности, город согласился на установку монумента. Памятник из бронзы, спроектированный Народным художником России Владимиром Суровцевым, был воздвигнут в Сальске в 2003 году, недалеко от места гибели генерала.
Ещё до установки памятника С  Л. Маркову, в 2002 году активисты проекта передали в Новочеркасск, в дар Вознесенскому собору, киот св. преподобного Сергия Радонежского, небесного покровителя Сергея Леонидовича, вырезанный из ценных пород дерева. Подобные же киоты, выполненные по образцу храмовых киотов русского Зарубежья (Свято-Троицкая церковь в Белграде, храм Св. Александра Невского в Париже) в разное время были установлены и в других российских храмах, в память о героях Белого дела: В. О. Каппеля (2005; Казанский кафедральный собор Читы); М. Г. Дроздовского (2013; Екатерининский собор в Краснодаре); Н. С. Тимановского (2016; там же); А. В. Колчака (2020; Троицкая церковь «Кулич и Пасха» в Санкт-Петербурге) (авторы работ — московские художники Дмитрий Трофимов и Андрей Вуколов).
По словам основателя проекта, идея последнего воплощается в триаде «книга — киот — памятник»: сначала научная биография, затем — «молитвенная, церковная память», затем — скульптура или мемориальная доска, как память общественная.
Широкий общественный отклик получило возвращение останков генерала Каппеля в Россию. Мероприятие состоялось при активной поддержке российских дипломатов и лично министра иностранных дел Сергея Лаврова и по благословению Патриарха Московского и всея Руси Алексия II. Поисковая экспедиция, организованная А. Алекаевым, в декабре 2006 года прибыла в Харбин, где, возле Иверской церкви, обнаружила могилу генерала. Вскоре гроб с останками В. О. Каппеля отправили в Россию. Здесь, на всем пути его следования (в Иркутске, Новосибирске, Чите, Омске, Екатеринбурге), поезд торжественно встречали представители русского духовенства и казачества. В январе 2007 года останки В. О. Каппеля были захоронены в некрополе Донского монастыря в Москве, рядом с могилами русского философа И. А. Ильина и белого генерала Антона Деникина. На церемонию погребения (13.01.2007) собралось до тысячи человек (в том числе, члены Федерального собрания, военачальники, участники военно-исторических и патриотических обществ); литию совершил епископ Егорьевский Марк. Каменный памятник на могиле генерала Каппеля установили в сентябре того же года. На месте захоронений, в мае 2009 года, по распоряжению Владимира Путина, был открыт Мемориал белым воинам.